# Lỗ đen ảo

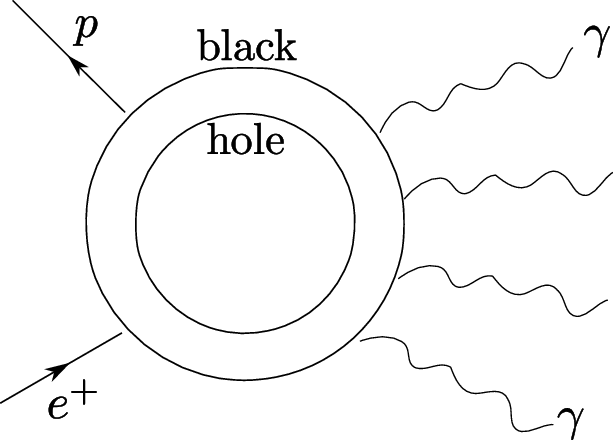
Sự phân rã proton thông qua một lỗ đen ảo.

Trong hấp dẫn lượng tử, một lỗ đen ảo là một lỗ đen vi mô giả định tồn tại tạm thời do sự biến động lượng tử của không thời gian.  Nó là một ví dụ về bọt lượng tử và là dạng tương tự hấp dẫn của các cặp electron-positron ảo được tìm thấy trong điện động lực học lượng tử. Các lập luận lý thuyết cho rằng lỗ đen ảo phải có khối lượng theo thứ tự của khối lượng Planck, thời gian tồn tại trong khoảng thời gian Planck và xảy ra với mật độ số xấp xỉ một trên mỗi khối lượng Planck.
Sự xuất hiện của các lỗ đen ảo ở thang Planck là hệ quả của quan hệ bất định thông qua bất đẳng thức sau :
{\displaystyle \Delta R_{\mu }\Delta x_{\mu }\geq \ell _{P}^{2}={\frac {\hbar G}{c^{3}}}}
với {\displaystyle R_{\mu }}là bán kính của miền không thời gian, {\displaystyle x_{\mu }}là tọa độ của miền, {\displaystyle \ell _{P}} ià độ dài Planck, {\displaystyle \hbar } là hằng số Planck, {\displaystyle G} là hằng số Newton, và {\displaystyle c} là tốc độ ánh sáng. Các quan hệ bất định này là một dạng khác của nguyên lý bất định Heisenberg ở thang Planck.
Chứng minh công thức:
Thật vậy, các quan hệ bất định này có thể thu được trên cơ sở các phương trình của Einstein như sau:
| {\displaystyle G_{\mu \nu }+\Lambda g_{\mu \nu }={8\pi G \over c^{4}}T_{\mu \nu }} |
với {\displaystyle G_{\mu \nu }=R_{\mu \nu }-{R \over 2}g_{\mu \nu }} là tenxơ Einstein, kết hợp với tenxơ Ricci, độ cong vô hướng (?) và tenxơ mêtric; {\displaystyle \Lambda } là Hằng số vũ trụ; {\displaystyle T_{\mu \nu }} là tensor năng -động lượng của vật chất; {\displaystyle \pi }là hằng số toán học pi; {\displaystyle c} là tốc dộ ánh sáng; and {\displaystyle G}  là hằng số Newton
Einstein cho rằng không gian vật lý là Riemannian, tức là cong và do đó đặt hình học Riemannian làm cơ sở của lý thuyết hấp dẫn. Một vùng nhỏ của không gian Riemann sẽ gần giống với không gian phẳng..
Đối với bất kỳ trường tensơ nào {\displaystyle N_{\mu \nu ...}},mà có thể gọi là {\displaystyle N_{\mu \nu ...}{\sqrt {-g}}} là mật độ tensơ , với {\displaystyle g} là yếu tố quyết định của tenxơ hệ mét {\displaystyle g_{\mu \nu }}. Tích phân {\displaystyle \int N_{\mu \nu ...}{\sqrt {-g}}\,d^{4}x} là một tensor nếu tích phân miền nhỏ. Nó không phải là tensor nếu miền tích phân không nhỏ, vì khi đó nó bao gồm tổng các tensor nằm ở các điểm khác nhau và nó không biến đổi theo bất kỳ cách đơn giản nào khác dưới một phép biến đổi tọa độ.. Ở đây chúng ta chỉ xem xét các miền nhỏ. Điều này cũng đúng với sự tích hợp trên siêu bề mặt ba chiều {\displaystyle S^{\nu }}.
Do đó, các phương trình của Einstein cho miền không-thời gian nhỏ có thể được tích hợp bởi siêu bề mặt ba chiều {\displaystyle S^{\nu }}. Tiếp tục, ta có:
{\displaystyle {\frac {1}{4\pi }}\int \left(G_{\mu \nu }+\Lambda g_{\mu \nu }\right){\sqrt {-g}}\,dS^{\nu }={2G \over c^{4}}\int T_{\mu \nu }{\sqrt {-g}}\,dS^{\nu }}
Vì tích phân của miền không-thời gian là nhỏ, chúng ta thu được phương trình tensơ sau:
| {\displaystyle R_{\mu }={\frac {2G}{c^{3}}}P_{\mu }} |
với{\displaystyle P_{\mu }={\frac {1}{c}}\int T_{\mu \nu }{\sqrt {-g}}\,dS^{\nu }} là thành phần của 4 động lượng của vật chất , {\displaystyle R_{\mu }={\frac {1}{4\pi }}\int \left(G_{\mu \nu }+\Lambda g_{\mu \nu }\right){\sqrt {-g}}\,dS^{\nu }} là thành phần của bán kính cong của miền nhỏ.
Phương trình tensơ có thể được viết lại ở dạng khác. Lại có {\displaystyle P_{\mu }=mc\,U_{\mu }} nên
{\displaystyle R_{\mu }={\frac {2G}{c^{3}}}mc\,U_{\mu }=r_{s}\,U_{\mu }}
với {\displaystyle r_{s}} là bán kính Schwarzschild, {\displaystyle U_{\mu }} là 4-speed (?), {\displaystyle m} thì đương nhiên là khối lượng.  Hồ sơ này tiết lộ ý nghĩa giá trị vật lý của  {\displaystyle R_{\mu }} như một thành phần của bán kính hấp dẫn {\displaystyle r_{s}}.
Trong một khu vực nhỏ của không-thời gian gần như phẳng và phương trình này có thể được viết dưới dạng phương trình như bên dưới sau
{\displaystyle {\hat {R}}_{\mu }={\frac {2G}{c^{3}}}{\hat {P}}_{\mu }={\frac {2G}{c^{3}}}(-i\hbar ){\frac {\partial }{\partial \,x^{\mu }}}=-2i\,\ell _{P}^{2}{\frac {\partial }{\partial \,x^{\mu }}}}
hoặc
| Phương trình cơ bản về hấp dẫn lượng tử [6] {\displaystyle -2i\ell _{P}^{2}{\frac {\partial }{\partial x^{\mu }}}\|\Psi (x_{\mu })\rangle ={\hat {R}}_{\mu }\|\Psi (x_{\mu })\rangle } |
Sau đó, dấu giao hoán của các toán tử {\displaystyle {\hat {R}}_{\mu }}và {\displaystyle {\hat {x}}_{\mu }} là
{\displaystyle [{\hat {R}}_{\mu },{\hat {x}}_{\mu }]=-2i\ell _{P}^{2}}
Từ đây tuân theo các quan hệ bất đẳng thức như sau:
| {\displaystyle \Delta R_{\mu }\Delta x_{\mu }\geq \ell _{P}^{2}} |
Thay thế các giá trị của  {\displaystyle R_{\mu }={\frac {2G}{c^{3}}}m\,c\,U_{\mu }}  và  {\displaystyle \ell _{P}^{2}={\frac {\hbar \,G}{c^{3}}}}
và giảm các hằng số giống hệt nhau từ hai vế,chúng ta nhận được phương trình nguyên lý bất định của Heisenberg
{\displaystyle \Delta P_{\mu }\Delta x_{\mu }=\Delta (mc\,U_{\mu })\Delta x_{\mu }\geq {\frac {\hbar }{2}}}
Trong trường hợp cụ thể của trường đối xứng cầu và phân bố tĩnh của vật chất  {\displaystyle U_{0}=1,U_{i}=0\,(i=1,2,3)} và có những phương trình khác như
{\displaystyle \Delta R_{0}\Delta x_{0}=\Delta r_{s}\Delta r\geq \ell _{P}^{2}}
với {\displaystyle r_{s}} là bán kính Schwarzschild, {\displaystyle r} là tọa độ xuyên tâm (?). Tiếp tục,lại có {\displaystyle R_{0}=r_{s}} và {\displaystyle x_{0}=c\,t=r}, khi mà vật chất chuyển động với vận tốc ánh sáng trong thang Planck.
Quan hệ bất định cuối cùng cho phép chúng ta ước lượng một số phương trình của thuyết tương đối rộng ở thang Planck. Ví dụ, phương trình cho khoảng bất biến (không thừi gian) {\displaystyle dS} в trong phương trình Schwarzschild có dạng
{\displaystyle dS^{2}=\left(1-{\frac {r_{s}}{r}}\right)c^{2}dt^{2}-{\frac {dr^{2}}{1-{r_{s}}/{r}}}-r^{2}(d\Omega ^{2}+\sin ^{2}\Omega d\varphi ^{2})}
Thay thế theo xấp xỉ {\displaystyle r_{s}\approx \ell _{P}^{2}/r}. Ta sẽ có :
{\displaystyle dS^{2}\approx \left(1-{\frac {\ell _{P}^{2}}{r^{2}}}\right)c^{2}dt^{2}-{\frac {dr^{2}}{1-{\ell _{P}^{2}}/{r^{2}}}}-r^{2}(d\Omega ^{2}+\sin ^{2}\Omega d\varphi ^{2})}
Có thể thấy rằng thang Planck {\displaystyle r=\ell _{P}} thì mê tric không-thời gian được giới hạn dưới bởi độ dài Planck (phép chia cho 0 xuất hiện), và trên thang đo này, sẽ có các lỗ đen Planckian thực và ảo.
Các ước lượng tương tự có thể được thực hiện trong các phương trình khác của thuyết tương đối rộng. Ví dụ, phân tích phương trình Hamilton – Jacobi cho trường hấp dẫn đối xứng trung tâm trong không gian có các chiều khác nhau và cho thấy sự ưu tiên không gian ba chiều cho sự xuất hiện của các lỗ đen ảo (bọt lượng tử, cơ sở của "kết cấu" của Vũ trụ.). Điều này có thể đã xác định trước tính ba chiều của không gian được quan sát.
Tính bất định quy định ở trên có giá trị đối với trường hấp dẫn mạnh, như trong bất kỳ miền đủ nhỏ và không-thời gian về cơ bản là phẳng.
Nếu các lỗ đen ảo tồn tại, chúng sẽ cung cấp thêm thông tin về cơ chế phân rã proton.Điều này là do khi khối lượng của lỗ đen tăng lên thông qua một vật khối lượng rơi vào lỗ và theo lý thuyết là giảm khi bức xạ Hawking được phát ra từ lỗ đen ấy, các hạt cơ bản bị phát ra từ hố đen nói chung không giống với các hạt rơi vào. Do đó, nếu hai trong số các quark cấu thành của một proton rơi vào một lỗ đen ảo, thì phản quark và lepton có thể xuất hiện, do đó vi phạm việc bảo toàn số baryon.
Sự tồn tại của lỗ đen ảo làm trầm trọng thêm nghịch lý mất thông tin lỗ đen, vì bất kỳ quá trình vật lý nào cũng có thể bị gián đoạn do tương tác với lỗ đen ảo.